# 10 Kanus, 150 Speere und 3 Frauen
10 Kanus, 150 Speere und 3 Frauen (orig. Ten Canoes) ist ein australischer Abenteuerfilm von Rolf de Heer aus dem Jahr 2006. Die Erstaufführung in Deutschland fand am 9. August 2007 statt.

## Handlung
Arnhemland im Northern Territory von Australien zur Zeit vor der ersten Besiedlung durch die Europäer: Ein junger Aborigine, Dayindi, fühlt sich zur Frau seines älteren Bruders Minygululu hingezogen. Der Bruder bleibt gelassen. Während der Rahmenhandlung, einer Jagd auf Gänse in einem Sumpf mittels Rinden-Kanus, erzählt er ihm eine Geschichte aus alter Zeit, die ebenfalls von einem Mann handelt, der die Frau seines Bruders begehrte.
Ridjimiraril, ein Krieger, hat drei Frauen. Sein jüngerer Bruder Yeeralparil hat noch keine Frau und begehrt die dritte (jüngste) Frau seines Bruders. Eines Tages erscheint ein Fremder von einem Nachbarstamm. Der Stamm glaubt, der Fremde sei böse und wolle ihre Seelen rauben. Bald darauf ist Ridjimirarils zweite Frau verschwunden. Ridjimiraril verdächtigt den Fremden, sie geraubt zu haben. Als der Fremde wieder in der Nähe des Dorfes gesichtet wird, schleicht sich Ridjimiraril von hinten an ihn heran und tötet ihn durch einen Speerwurf. Der Getötete ist jedoch der falsche Mann, ein anderes Mitglied des Nachbarstammes. Ridjimiraril versteckt die Leiche, aber nicht gut genug, sie wird gefunden. Der Bruder des Getöteten identifiziert Ridjimiraril anhand der Speerspitze als den Täter und klagt ihn an.
Um einen Stammeskrieg zu verhindern, fällen die Ältesten ein Urteil nach alter Sitte, wonach der Stamm des Opfers den Täter mit Speeren bewerfen darf. Sein jüngerer Bruder leistet ihm dabei Beistand. Ridjimiraril und Yeeralparil weichen dem Speerhagel geschickt aus, zuletzt wird Ridjimiraril aber doch von einem Speer in den Bauch getroffen. Der Stamm des Opfers zieht ab, der Gerechtigkeit ist damit Genüge getan.
Die Wunde ist nicht sofort tödlich und Ridjimiraril kann noch in sein Dorf zurückkehren. Er wird dort von seiner ältesten Frau gepflegt und stirbt schließlich an den Folgen der Verletzung. Während sein Leichnam zeremoniell hergerichtet wird, taucht auf einmal seine verschwundene zweite Ehefrau wieder im Dorf auf. Sie erzählt, dass sie von einem anderen Stamm entführt wurde, der weiter entfernt lebt. Sie konnte von dort fliehen, war aber monatelang unterwegs, um wieder heimzukehren.
Yeeralparil nimmt am Ende nach Stammessitte die Witwen seines Bruders zur Frau. Allerdings muss er, der nur an der jüngsten Frau interessiert war, nun für alle drei Frauen sorgen.

## Kritiken
„Das ebenso poetische wie bildgewaltige Drama wird ganz aus dem Blickwinkel der australischen Ureinwohner erzählt, wobei Dinge des täglichen Über-Lebens gleichberechtigt neben der archaischen Liebesmetapher stehen. Der zeitlose Film hat die Wucht eines shakespeareschen Dramas und schafft es mit viel Humor, das Denk- und Wertesystem der Aborigines näher zu bringen.“

„Die bewusst komischen Aspekte seines Films tragen auf unbekümmerte und irgendwie naturbelassene Weise zum Unterhaltungswert eines sehr interessanten Werkes bei.“

„Ein Unikat ist dieser erste in Aborigine-Sprache gedrehte australische Film: faszinierende ethnografische Beobachtungen, gepaart mit einer Handlung, die manchen freilich so frustrieren dürfte wie eine leere Popcorn-Tüte – weil wenig passiert. Um so betörender die Landschaften und Gesichter, die vom Leben, der Liebe und der Welt erzählen. Traumzeit nennen die Aborigines ihren Schöpfungsmythos, und bisweilen fühlt sich auch dieser Film wie ein Traum an.“

„Mit ‚10 Kanus, 150 Speere und 3 Frauen‘ erzählt Regisseur Rolf de Heer eine ebenso amüsante wie interessante Anekdote aus dem historischen Leben der Aborigines. Leider erinnert er sein Publikum dabei aber viel zu oft daran, dass er hier eigentlich ein anspruchsvolles Kunstwerk abliefern will, und ihm das simple Erzählen einer einfachen Geschichte offensichtlich nicht ausreicht. So zieht sich der Film schlussendlich wie Kaugummi in die Länge.“

„Der ethnologisch interessante Spielfilm lässt mythische Geschichten der australischen Ureinwohner lebendig werden.“

## Auszeichnungen
Der Film wurde auf vielen Festivals ausgezeichnet. Das Australian Film Institute zeichnete ihn mit sechs AFI-Awards aus. Beim Filmfestival von Cannes gewann er den Spezialpreis der Jury, beim Flanders-Filmfestival in Gent in Belgien den Grand Prix.

## Hintergrund
Der Film wurde mit einem Budget von 2,2 Millionen US-Dollar im Northern Territory gedreht. Er wurde als erster australischer Kinofilm komplett in einer Varietät von Yolŋu Matha, der Sprache der Aborigines des nordöstlichen Arnhemland, gedreht. Es gibt eine Fassung mit Untertiteln sowie eine Tonfassung, in der der Erzähler (David Gulpilil) die komplette Geschichte auf Englisch erzählt.
Die Rahmenhandlung ist in schwarzweiß gedreht, während die Geschichte in der Geschichte in Farbe ist.
Jamie Gulpilil ist der Sohn von David Gulpilil, einer der wenigen Aborigines, die eine internationale Filmkarriere geschafft haben.
Rolf de Heer wurde von dem Aborigines Peter Djigirr unterstützt, der zudem auch noch die Rolle des Opfers übernahm. Beverly Freeman übernahm im Stab der Crew viele Funktionen. Sie arbeitete als Kostüm-Designerin, Visagistin, Friseuse, Art-Director, Set-Decorator und Production-Designer.